# Roodwangsnijdervogel
De roodwangsnijdervogel (Orthotomus sepium) is een zangvogel uit de familie Cisticolidae. 

## Verspreiding en leefgebied
Deze vogel komt voor op Java, Bali en Lombok en telt twee ondersoorten:
- O. s. sundaicus: Panaitan (klein eiland ten westen van Java).
- O. s. sepium: Java, Bali en Lombok.

## Status
De roodwangsnijdervogel heeft een groot verspreidingsgebied en daardoor alleen al is de kans op uitsterven uiterst gering. De grootte van de populatie is niet gekwantificeerd maar de soort wordt omschreven als algemeen in gebieden met bos. Er is geen aanleiding te veronderstellen dat de soort in aantal achteruit gaat. Om die redenen staat deze snijdervogel als niet bedreigd op de Rode Lijst van de IUCN.